# Setosphaeria holmii
Setosphaeria holmii är en svampart som först beskrevs av Luttr., och fick sitt nu gällande namn av K.J. Leonard & Suggs 1974. Setosphaeria holmii ingår i släktet Setosphaeria och familjen Pleosporaceae.   Inga underarter finns listade i Catalogue of Life.